# Shahrak (distrikt)
Shahrak är ett distrikt i Afghanistan. Det ligger i provinsen Ghor, i den centrala delen av landet, 400 kilometer väster om huvudstaden Kabul. Administrativt huvudort är Dahan-e Falezak, även kallad Shahrak.
Distriktet beräknades år 2022 ha cirka 70 000 invånare.